# Rashnovammina
Rashnovammina es un género de foraminífero bentónico de la familia Textulariopsidae, de la superfamilia Spiroplectamminoidea, del suborden Spiroplectamminina y del orden Lituolida. Su especie tipo es Rashnovammina carpathica. Su rango cronoestratigráfico abarca el Kimmeridgiense (Jurásico superior).

## Discusión
Clasificaciones previas incluían Rashnovammina en el suborden Textulariina del orden Textulariida, o en el orden Lituolida sin diferenciar el suborden Spiroplectamminina.

## Clasificación
Rashnovammina incluye a la siguiente especie:
- Rashnovammina carpathica